# Arthroleptella landdrosia
Arthroleptella landdrosia är en groddjursart som beskrevs av Abeda Dawood och Alan Channing 2000. Arthroleptella landdrosia ingår i släktet Arthroleptella och familjen Pyxicephalidae. Inga underarter finns listade i Catalogue of Life.
Detta groddjur förekommer med flera små populationer i Sydafrika öster om Kapstaden. Arten lever i låglandet och i bergstrakter upp till 1200 meter över havet. Arthroleptella landdrosia vistas i fuktiga delar av buskstäppen Fynbos. Den besöker även skogarnas kanter. Honor lägger cirka 10 ägg per tillfälle i den fuktiga växtligheten.
Beståndet hotas i viss mån av bränder när främmande växter som tallar planteras. Arthroleptella landdrosia förekommer i flera skyddszoner. IUCN kategoriserar arten globalt som nära hotad.